# Монастир святого Савви Освященного
Чоловічий монастир Святого Савви Освященного — православний чоловічий монастир в Мелітополі, знаходиться під контролем Запорізької єпархії РПЦвУ. Заснований в 1995 році, ставши першим монастирем Запорізької єпархії. Назву отримав на честь Сави Освяченого. У вересні 2022 року монахи не тільки взяли участь в так званому «референдумі», але й надали свій монастир російським окупантам для організації цього псевдореферендуму.

## Історія
До 1953 року на нинішній території монастиря знаходилося кладовище. 29 травня 1953 воно було закрито через заповнення площі під поховання.
Рішення про утворення Мелітопольського чоловічого монастиря було прийнято 24 грудня 1994 року на засіданні синоду РПЦвУ. Незважаючи на молодий вік, монастир є найстарішим в Запорізької та Мелітопольської єпархії. Самій єпархії на момент заснування монастиря було лише 2 роки. Вона була відокремлена від Дніпропетровської єпархії тільки 1992 року.

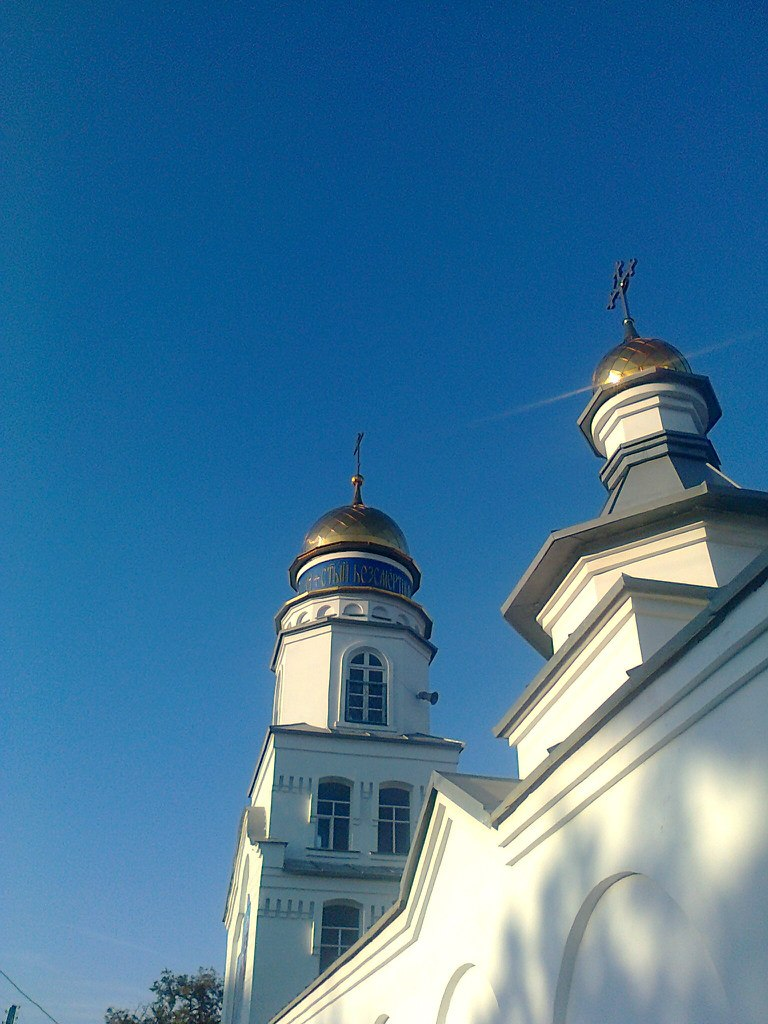

Настоятелем і будівничим монастиря був призначений ієромонах Тихон (Масленников). Спочатку він організував обитель за місцем своєї служби, в селі Терпіння, чисельність братії якої в перші місяці становила лише 3-4 людини. На початку 1995 року монастир перемістився в Мелітополь, і в травні почалося будівництво першого одноповерхового корпусу, заселеного 8 листопада 1995. Зараз у цьому корпусі розташована монастирська пекарня. У престольне свято монастиря, день пам'яті преподобного Сави Освяченого, 18 грудня 1995 року, настоятель монастиря Тихон здійснив перший постриг ченців.
У жовтні 1996 року намісником монастиря був призначений ієромонах Борис (Масленников), а на Великдень 1997 він був зведений в сан ігумена. У 1997 році було відкрито обійстя монастиря в селі Астраханка.
На початку 2002 року було вирішено розширити монастирський храм, і братія почала зведення нового храму навколо старого. Тим часом, в старому храмі служба не припинялася ні на один день будівництва. 2 жовтня 2005 новий трьохпрестольний храм був освячений на честь ікони Божої Матері «Призри на смирення» (центральний престол), Усікновення глави Іоанна Предтечі (північний престол) і святого Сави Освяченого (південний престол).
У 2007 році був побудований і освячений хрестильний храм на честь Введення в Храм Пресвятої Богородиці. З 2007 року при монастирі діє центр для людей з алкогольною, ігровою та наркотичною залежністю.
У 2008 році були відкриті пекарня і магазин «Монастирський паломник», що постачають хлібо-булочними виробами монастир, прочан і парафіян. Побудована і обладнана підстанція.
У 2009 році в монастирі був збудований готель для прочан.
У грудні 2022 року проти керівника монастиря Олександра Прокопенка та шести інших діячів РПЦвУ було запроваджено персональні санкції терміном на 5 років.

## Діяльність монастиря
Монастирська недільна школа «Призри на смирення» — найбільша в місті. У ній діють 4 класи, що складаються з 70 учнів, працюють 8 викладачів і 1 священик. У школі вивчається закон Божий, духовний спів, рукоділля та інші предмети.
Також при монастирі працюють:
- катехізаторські курси, на яких мелітопольці вивчають закон Божий;[5]
- Недільна школа для дорослих;
- Спортзал, в якому займаються члени молодіжного православно-патріотичного клубу «Ангел»;[6].
- Пункт обігріву, роздачі одягу та харчування для бездомних;[7]
- Журнал «Дзвін»;
- Іконописна майстерня;
- Дитячий хор.[8]